# 哲学の慰め

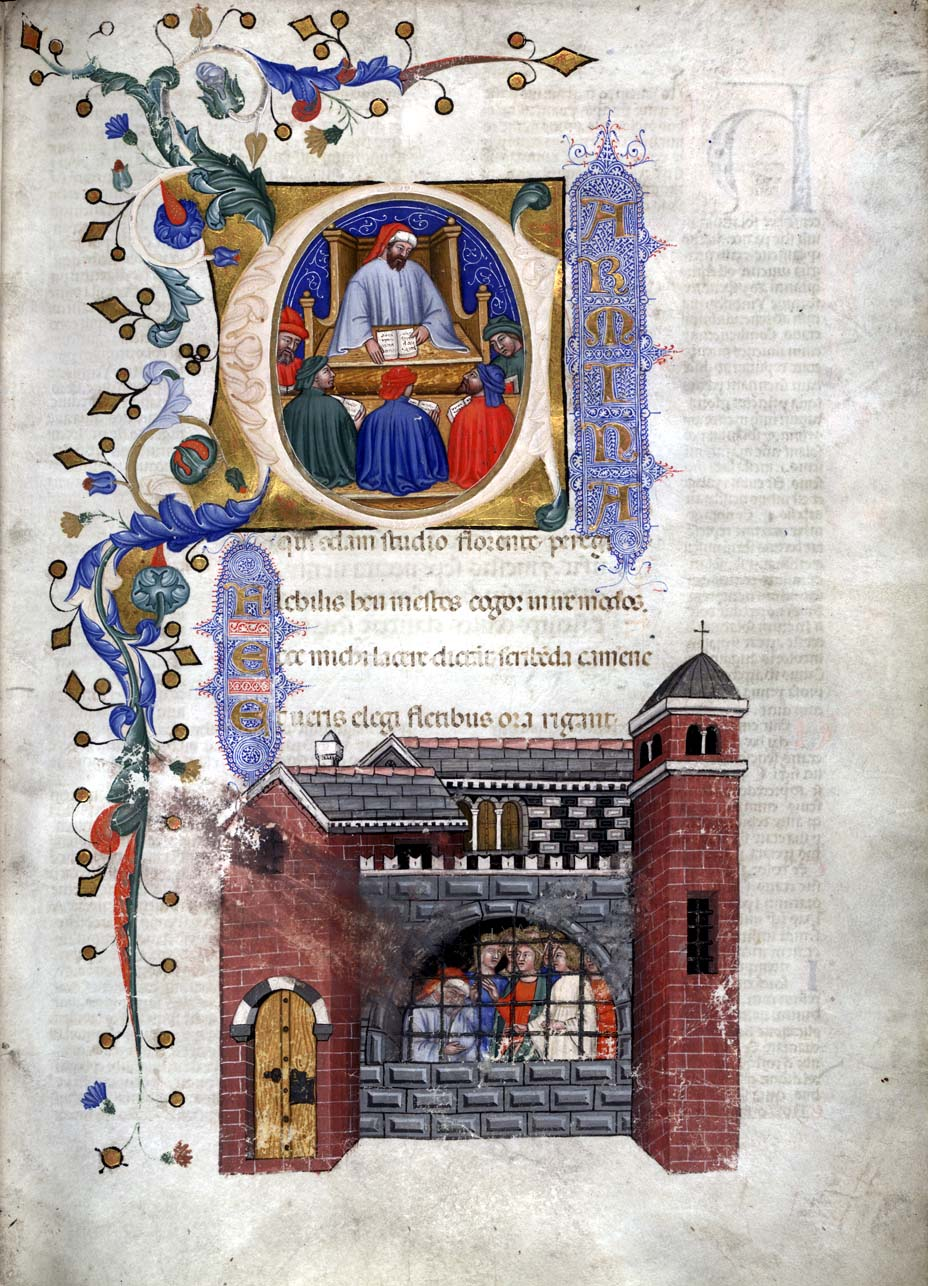
1385年のイタリアの写本の挿絵。ボエティウスの教える姿と（上）、投獄された姿（下）、が描かれている。

『哲学の慰め』（ラテン語: De consolatione philosophiae）とは古代ローマの哲学者ボエティウスにより書かれた哲学書である。

## 概要
480年にローマに貴族の家系で生まれたアンキウス･マンリウス･セヴェリヌス･ボエティウスは哲学の研究に打ち込んでプラトンやアリストテレスなどのギリシア哲学を修めていた。研究生活だけでなく、現実の政治にも参与しており、執政官の地位を獲得した後に元老院で議席を得ている。しかし反逆事件の際に政敵によって反逆罪の容疑者として疑われ、投獄されて財産没収、死刑宣告を受けた。525年に刑は執行されたが、その直前に書かれたのが本書『哲学の慰め』であった。
本書は5部構成でまとめられており、その文章は基本的に対話形式で記されている。またその対話の合い間で詩文が挟まれていることも文体の特徴である。ボエティウスはプラトンに代表されるギリシア哲学の影響を示しながら、この著作で特に倫理に関するいくつかの主題を扱っている。特に理性によって情念を乗り越え、美徳または善の概念に示される真の人間のあり方を追求する問題が取り上げられている。同時にキリスト教的な神の概念とも整合できる神学が展開されている。つまり、神の万能性を踏まえながらも、人間の意志とは必然によって拘束されたものではなく、自由でありうるという彼の主張に見られる。神の存在と人間の自由意志の関係を調和させようとしている。
ボエティウスのこの著作は中世以後にさまざまな類書をもたらし、ダンテやボッカチオにも影響を与え、活版印刷が導入されてからは各言語に翻訳されていった。1473年に不完全ではあったもののニュルンベルクからまず出版され、1491年から翌年にかけて出版された『ボエティウス著作集』に収録される。しかし初めて学術研究に利用可能な完全版が出版されたのは1871年になってからである。

## 哲学の慰め
| 「 | プラトンやトゥッリウスを読む合間に読むにはふさわしくない大著 -- エドワード・ギボン | 」 |

『哲学の慰め』は東ゴート王国テオドリック王治下で反逆罪に問われ収監されていたボエティウスが判決を―そして最終的には恐ろしい処刑を―待っている間に書いた。ボエティウスは非常に高い地位に就いていたが、反逆罪により罷免された。このことがきっかけとなって本書は生まれている。神によって統治された世界にどうして悪が存在できるのか(神義論の問題)、あるいは神や幸福の本性を考慮するとどうして気まぐれな運命の中で幸福が得られるのか、といった問題が本書で扱われているのはそうした事情を反映している。 
神に関する言及はしばしばなされているものの、本書は厳密にはキリスト教的ではない。関連性があるとしばしば推測されているが、実際にはイエス・キリストやキリスト教に対する言及はない。ただ、神は永遠にして全知全能であるだけでなく全ての善性の起源として表されている。
ボエティウスは本書を、女性として擬人化された哲学と自分の会話として書いている。彼女は運命や富の移ろいやすい本性について論じ(「幸福から見捨てられない限り本当に安全であるとは言えない」)、彼女が「唯一本当に善いもの」と呼ぶ精神的なものの究極的な優越性を説くことでボエティウスを慰める。幸福の移ろいゆくことによって危なくなることがないため、人の美徳とはその人の持っている物すべてにほかならず、また、幸福は自己の内面から起こってくるものだと力説する。
運命や自由意思の本性、何故悪人が栄え善人が虐げられるのか、人間の本性、徳、正義といった問題を扱う。神は全てを見、知ることができるのか、人は自由意思を持つのかと問うとき、彼は自由意思と運命論の対立の本性について語っている。ボエティウスについてV.E.ワッツが言う所によれば、「神は戦車競走の観客のようなものだ。彼は戦車の御者の動きをみるが、そのことで彼が動くことはない。」 人間の本性に関して、人間は本来は善なる存在なのだが、「悪意」に屈服した時にのみけだもののレベルにまで堕ちるとボエティウスは言っている。正義に関して、検事と罪人の理想的な関係を表すのに医者と患者の類比を使い、罪人は責められるべきではなくむしろ同情と敬意をもって扱われるべきだとボエティウスは言っている。
『哲学の慰め』でボエティウスは、キリスト教には言及せずに自然哲学や古代ギリシアの学派のみに依拠して宗教的な問題に答えている。彼は信仰と理性の調和を信じていた。キリスト教の真理は哲学の真理と同じであると彼は考えていた。ヘンリー・チャドウィックの言では、「『哲学の慰め』にキリスト教に特徴的な要素が含まれていないというなら、特に異教的である要素も含まれていないということになるだろう[…][それ]はキリスト教徒でもあるしプラトニストでもある著者によって書かれたが、キリスト教文学ではない。」

## 影響
| 「 | その味を覚えれば、ほとんど中世の時代に帰化したも同然である -- C・S・ルイス | 」 |

カロリング朝の時代から中世の終焉前後にかけて、ヨーロッパの世俗文学の中で本書は最も多く写本が作成された。本書は最も有名かつ影響力の高い哲学書で、哲学者や神学者が読むのと同じだけ政治家、詩人、歴史家も読んだ。古典時代の思想が中世西洋世界で利用可能になったのはボエティウスを通じてのことであった。ボエティウスは、ダンテ曰く「最後のローマ人にして最初のスコラ学者」だと言われる。

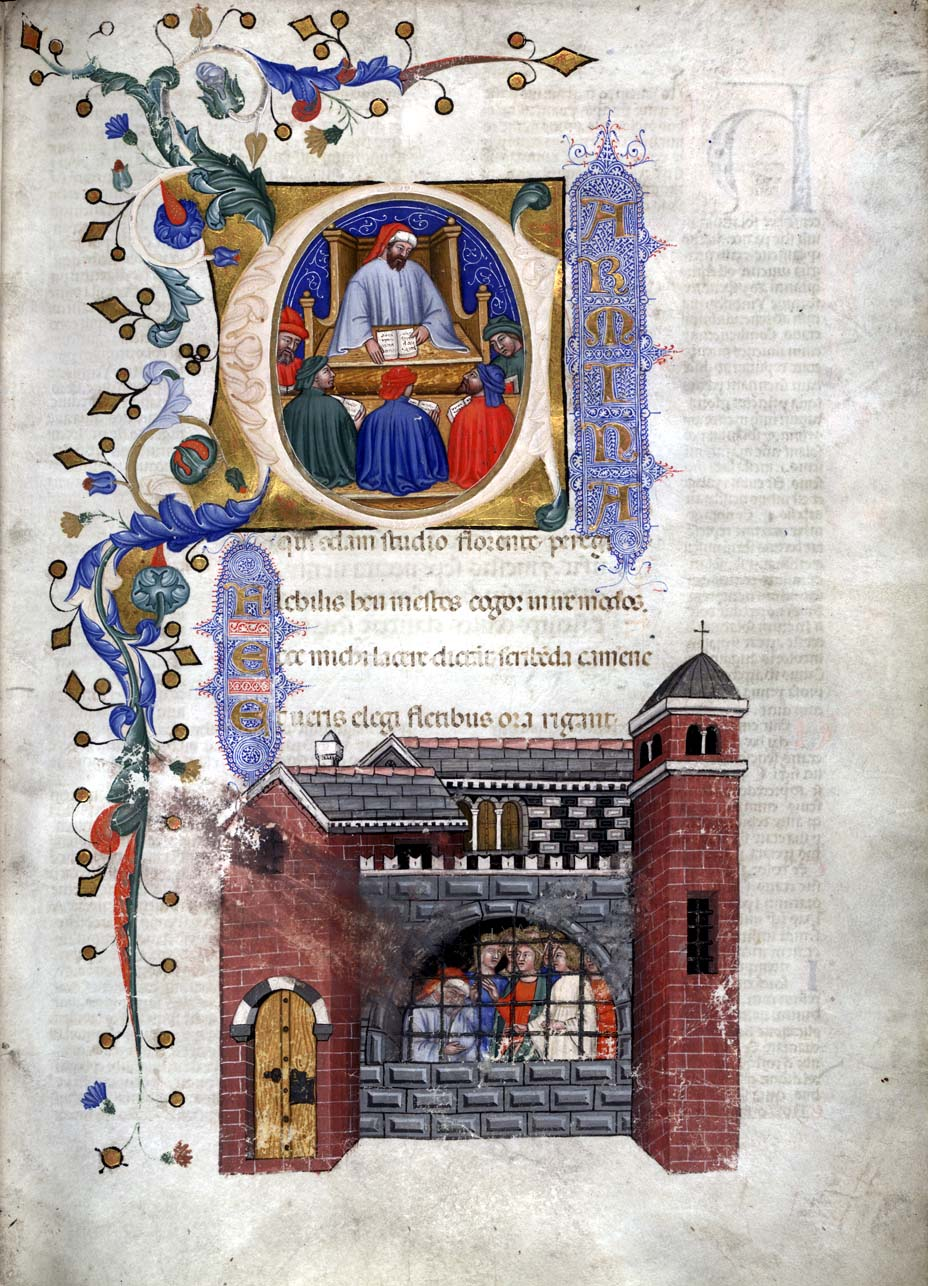
『哲学の慰め』1385年イタリアの写本より:講義を行うボエティウスと収監されたボエティウス

本書の哲学的な主張は中世の宗教的に敬虔な慣習によく馴染んだ。読者は世界の金や権力といった物を追い求めないで内的な徳を追い求めるように掻き立てられた。悪には善に転じると助けを提供するという目的があるが、悪に苛まれることは有徳なことだとされた。神は、神への愛や祈りによって宇宙を統治しており、愛が真の幸福へと導いてくれる。中世には、運命論を却下するという生き生きした感覚をもって、ボエティウスの内にキリスト教の聖霊に酷似した生の解釈が見いだされた。『哲学の慰め』は小セネカの異教の哲学と『哲学の慰め』より後の時代のトマス・アクィナスのキリスト教哲学との間で、決定論的な特徴とキリスト教の謙遜という教義から成り立っていた。
本書はプラトンとその対話篇から大きな影響を受けている。
「芸術や文学、科学で大きな仕事をなす前に人が気持ちを落ち着けて黙想をしたりや祈りをささげたりするようにこの人間の内面の時代がルネサンスの生産性の準備をしていないなどと誰が言えようか?中世は政治的にも経済的にも困難な時代だったが、『哲学の慰め』からどれだけの内面的な幸福が得られたかは計り知れない。」
口語への翻訳は有名な名士、例えばアルフレッド大王(古英語)、ジャン・ド・モーン(古フランス語)、ジェフリー・チョーサー(中英語)、エリザベス1世(初期近代英語)、ノートカー(古高ドイツ語)といった人々によってなされた。
西洋の正典を通じて繰り返された主題の源流が『哲学の慰め』には見いだされる。ダンテに物を告げる女性としての知恵、ジョン・ミルトンと共有される層状宇宙における上昇、チョーサーの騎士道物語に同様のやり方が見いだされる反発する力の調和、そして中世を通じて非常に一般的であった運命の車輪。
ダンテ『神曲』でも、本書からの引用がしばしば行われている。ボエティウスについて、ダンテは「彼に耳を傾ける人皆に対して、あてにならない世界をさらす神聖な魂」とも評している。
ボエティウスの影響はジョフリー・チョーサーの詩編、例えば『Troilus and Criseyde』、『The Knight's Tale』、『The Clerk's Tale』、『The Franklin's Tale』、『The Parson's Tale』、『The Tale of Melibee』、あるいは『The Parliament of Fowls』に登場する本性という女性、さらには『Truth』、『The Former Age』、『Lak of Stedfastnesse』といった小品など、どこにでも見いだせる。チョーサーは『Boece』というタイトルで『哲学の慰め』を訳している。
イタリアの作曲家ルイージ・ダッラピッコラは『哲学の慰め』の幾分かを自身の合唱曲『囚われの歌 Canti di prigionia』(1938年)で利用している。オーストラリアの作曲家ピーター・スカルソープは『哲学の慰め』をオペラあるいは音楽演劇作品『Rites of Passage』(1972年-1973年)で引用している。この作品はシドニー・オペラハウスの開館時に委託されたが間に合わなかった。 
トム・シッピーは、トールキン『指輪物語』の一つ『中つ国への道』で、悪の取り扱いがどれだけ「ボエティウス」に派生しているかを述べている。トールキンはアルフレッド大王による古英語訳について研究者として熟知し、フロド・バギンズ、木の鬚、エルロンドといった登場人物にボエティウスの引用を言わせている。
ボエティウス『哲学の慰め』は、1981年にピューリッツァー賞（フィクション部門）を没後受賞した『A Confederacy of Dunces』の主役イグネイシャス・J・ライリーにもしばしば引用されている。
『哲学の慰め』はプロシメトルム、つまり韻文の部分と散文の部分が混在する作品である。この著書の行程の中で、ボエティウスはラテン語詩の形式の名人芸じみた運用をみせている。『哲学の慰め』はメニッポス風風刺、つまり、アレゴリー的な物語、プラトン的対話篇、叙事詩の混淆、に分類される。
20世紀現在まで『哲学の慰め』写本は400以上現存し、古代から中世に読み継がれたことの証となっている。

### 日本語訳
- 畠中尚志訳『哲学の慰め』岩波文庫、初版1934年、復刊1984年ほか ISBN 978-4003366219
- 小林珍雄訳『哲学の慰め』春秋社「大思想選書」1949年
- 渡辺義雄訳『哲学の慰め』筑摩書房〈筑摩叢書〉、1968年、新版1985年
  - 元版『ボエティウス 哲学の慰め』筑摩書房〈世界古典文学全集26〉、1966年、復刊2005年ほか
- 松崎一平訳『哲学のなぐさめ』京都大学学術出版会〈西洋古典叢書〉、2023年。ISBN 978-4814004249